# Nephelomilta suffusa
Nephelomilta suffusa là một loài bướm đêm thuộc phân họ Arctiinae, họ Erebidae.